# Letis melba
Letis melba är en fjärilsart som beskrevs av Felder 1874. Letis melba ingår i släktet Letis och familjen nattflyn. Inga underarter finns listade i Catalogue of Life.